# Ferme Reynaud
La ferme Reynaud est une ferme située à Cros-de-Géorand, en France.

## Localisation
La ferme est située sur la commune de Cros-de-Géorand, dans le département français de l'Ardèche.

## Historique
L'édifice est classé au titre des monuments historiques en 1984.